# A Confucian Confusion
A Confucian Confusion (獨立時代S, Dúlì ShídàiP) è un film taiwanese del 1994 diretto da Edward Yang.

## Trama
Il film è ambientato nella città di Taipei, in epoca contemporanea. La storia ripercorre le vicende di un gruppo di uomini e donne provenienti da ambienti benestanti che affrontano la vita quotidiana frenetica della megalopoli.

## Riconoscimenti
- 1994 - Festival di Cannes[1]
  - Candidatura alla palma d'oro
- 1994 - Golden Horse Film Festival[2]
  - Miglior attore non protagonista - Bosen Wang
  - Miglior attrice non protagonista - Elaine Jin
  - Migliore sceneggiatura originale - Edward Yang

- 2022 - Mostra internazionale d'arte cinematografica
  - Venezia Classici - Candidatura al miglior film restaurato